# Xylophanes neoptolemus
Xylophanes neoptolemus là một loài bướm đêm thuộc họ Sphingidae. Loài này có ở Trinidad và Surinam to Venezuela và tây bắc Brasil. It is probably present in much của Nam Mỹ.
Nó giống như Xylophanes loelia và Xylophanes libya nhưng màu đỏ đậm hơn.
Con trưởng thành có thể bay quanh năm.

## Hình ảnh

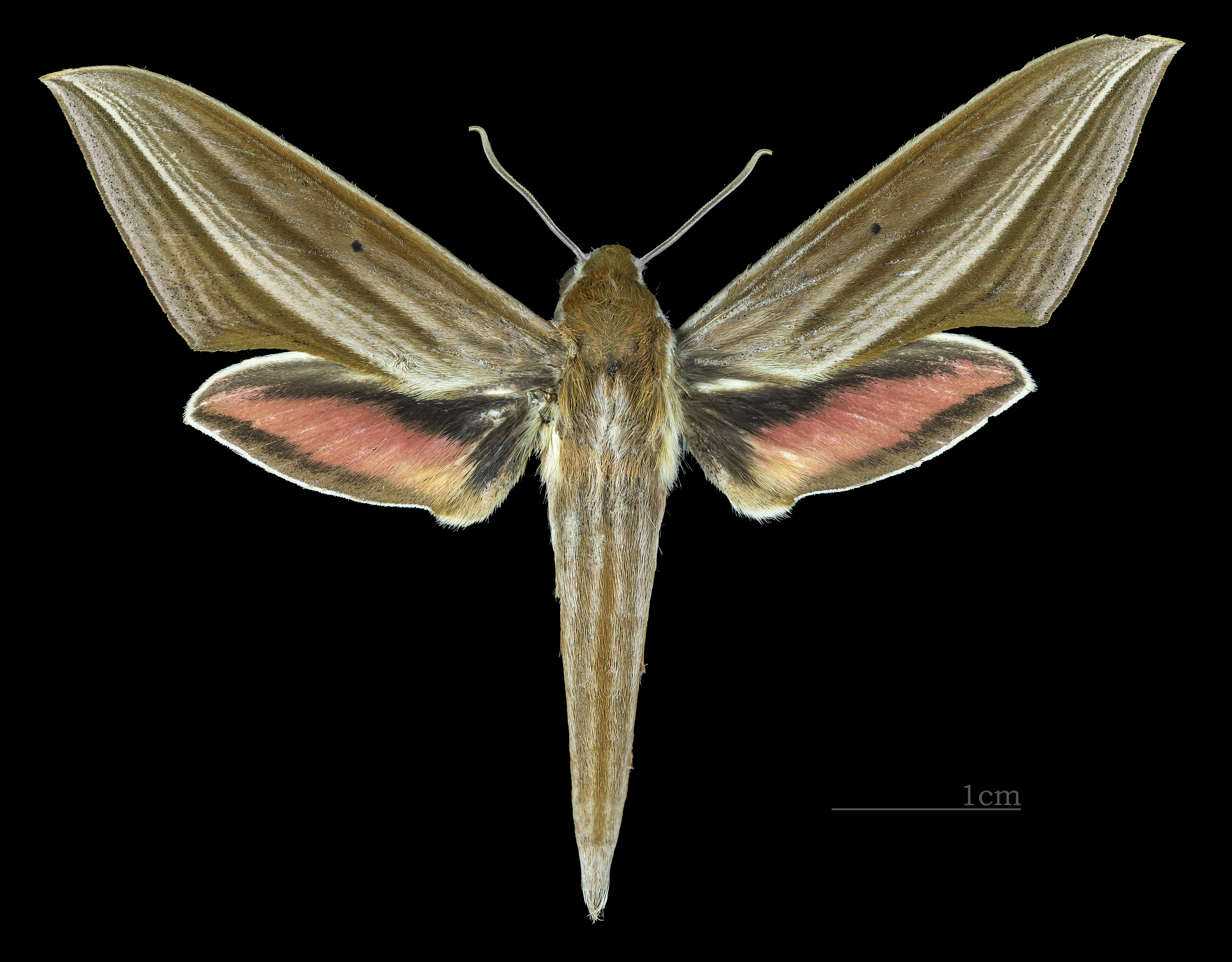
Xylophanes neoptolemus ♀
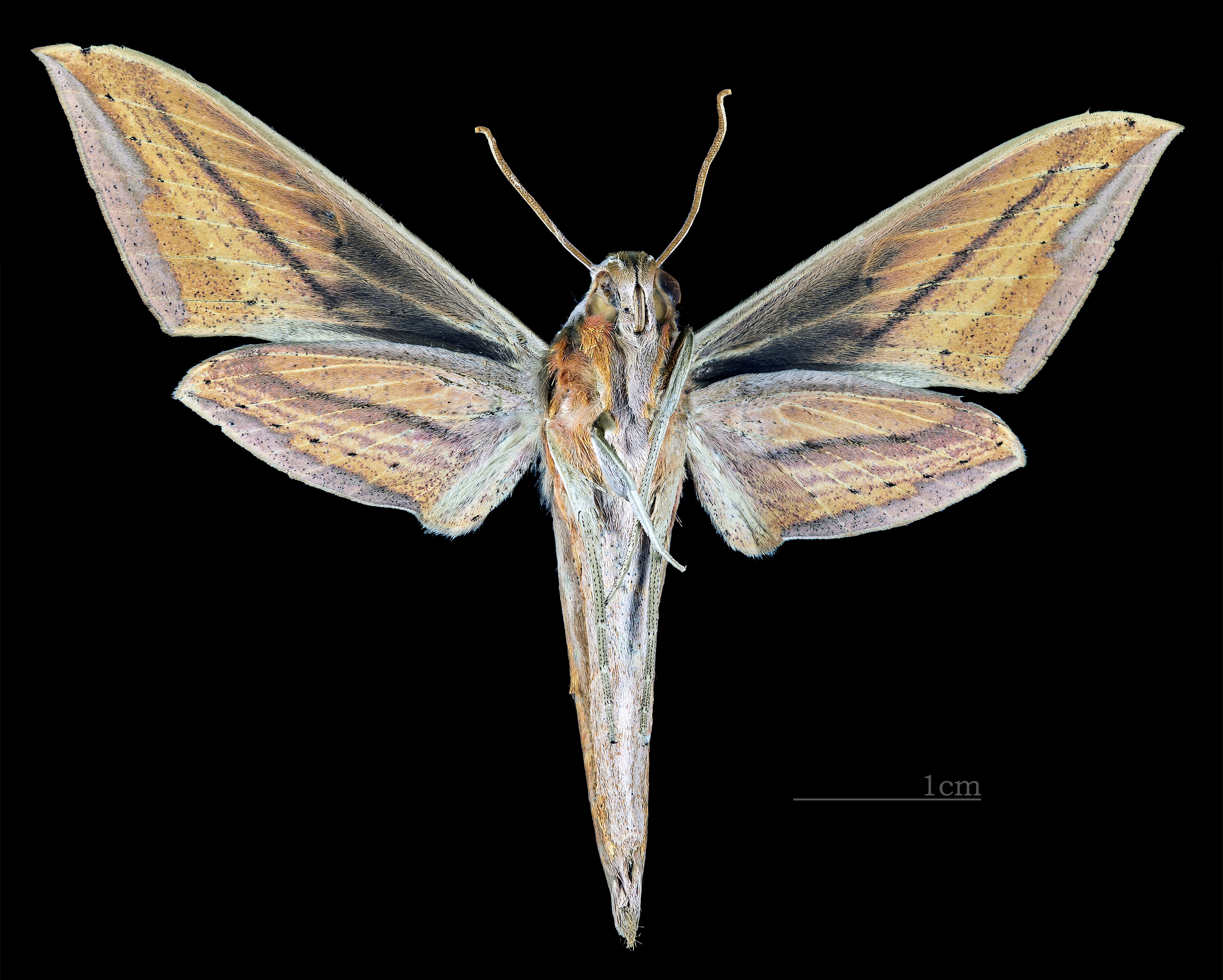
Xylophanes neoptolemus ♀ △
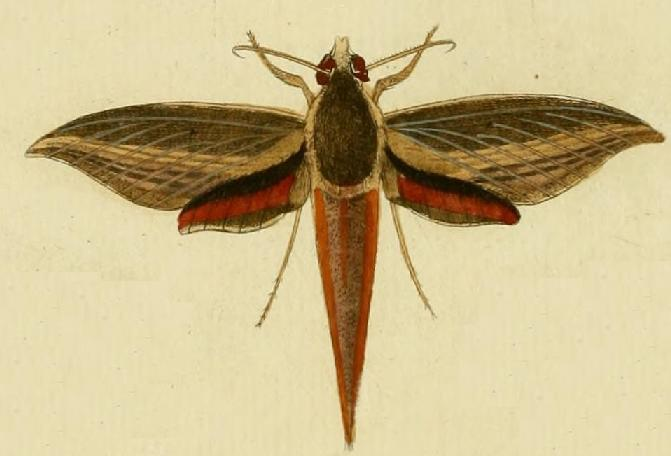
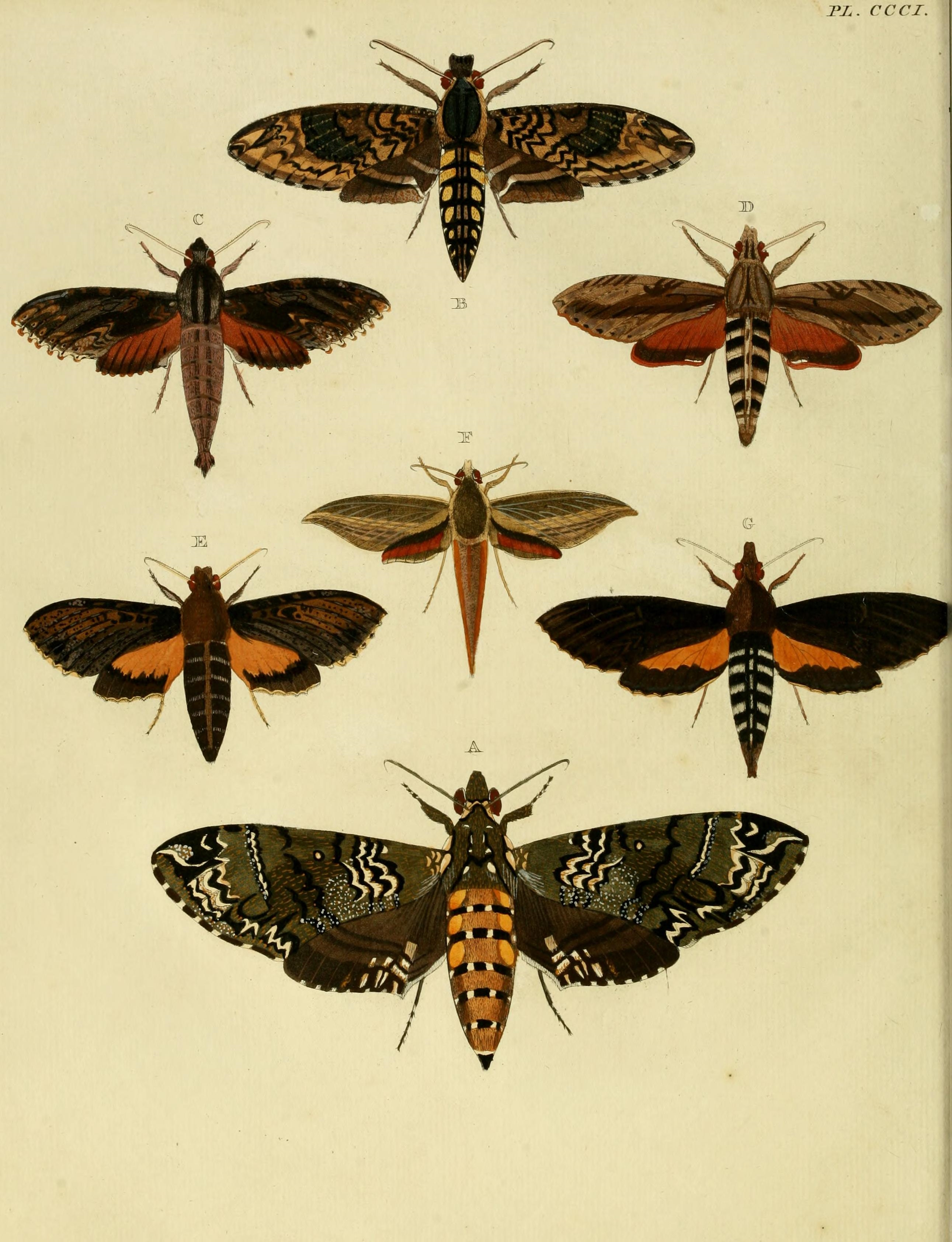